# 亚美尼亚历史博物馆
40°10′43.5″N 44°30′51″E / 40.178750°N 44.51417°E
亚美尼亚历史博物馆，亚美尼亚共和国的一家综合性博物馆，是该国的国家博物馆。该馆坐落在首都埃里温共和国广场的一座八层大楼里面，这座大楼是首都的最知名的地标之一。该馆只占有大楼的最底下两层，三到八层是亚美尼亚国家美术馆。

## 历史
亚美尼亚历史博物馆是亚美尼亚国民议会在1919年9月9日创立的，1921年8月20日向游客开放。该馆首任馆长是叶尔万德·拉拉扬。该馆最初称民族学人类学博物图书馆，创立之初的15289件藏品来自高加索亚美尼亚民族志协会、新纳希切万亚美尼亚文物博物馆、阿尼文物博物馆和瓦加尔沙帕特古籍博物馆。
1926年，该馆改称亚美尼亚国立中央博物馆。1935年，亚美尼亚共产党中央委员会决定将亚美尼亚国立中央博物馆改组为历史博物馆、艺术博物馆和文学博物馆等多个专业博物馆。艺术博物馆以艺术部的1660件藏品为基础成立，后改称亚美尼亚国家美术馆。文学博物馆以文学部的301件文物和1298本古籍为基础成立，后改称恰连茨文学艺术博物馆。1962年，历史博物馆改称亚美尼亚国立历史博物馆。1978年，从历史博物馆分出1428件文物和584张照片，成立了国立民族志博物馆。2000年改称文化历史博物馆，最终于2003年改称亚美尼亚历史博物馆。
通过亚美尼亚国家科学院考古学和人种学研究所对亚美尼亚古代遗址的发掘，以及购买和获得捐赠，亚美尼亚历史博物馆不断地丰富自己的藏品。